# Oconto (Wisconsin)
Oconto is een plaats (city) in de Amerikaanse staat Wisconsin, en valt bestuurlijk gezien onder Oconto County.

## Demografie
Bij de volkstelling in 2000 werd het aantal inwoners vastgesteld op 4708. In 2006 is het aantal inwoners door het United States Census Bureau geschat op 4715, een stijging van 7 (0,1%).

## Geografie
Volgens het United States Census Bureau beslaat de plaats een oppervlakte van 19,0 km², waarvan 17,8 km² land en 1,2 km² water.

## Plaatsen in de nabije omgeving
De onderstaande figuur toont nabijgelegen plaatsen in een straal van 28 km rond Oconto.